# العلاقات الفلبينية الرواندية
العلاقات الفلبينية الرواندية هي العلاقات الثنائية التي تجمع بين الفلبين ورواندا.

## مقارنة بين البلدين
هذه مقارنة عامة ومرجعية للدولتين:
| وجه المقارنة                                              | الفلبين                       | رواندا                                        |
| --------------------------------------------------------- | ----------------------------- | --------------------------------------------- |
| المساحة (كم2)                                             | 343.45 ألف                    | 26.34 ألف                                     |
| عدد السكان (نسمة)                                         | 104.92 مليون                  | 12.21 مليون                                   |
| الكثافة السكانية (ن./كم²)                                 | 305.49                        | 463.55                                        |
| العاصمة                                                   | مانيلا                        | كيغالي                                        |
| اللغة الرسمية                                             | اللغة الفلبينية، لغة إنجليزية | اللغة الكينيارواندا، لغة إنجليزية، لغة فرنسية |
| العملة                                                    | بيسو فلبيني                   | فرنك رواندي                                   |
| الناتج المحلي الإجمالي (بليون دولار)                      | 313.60 مليار                  | 9.14 مليار                                    |
| الناتج المحلي الإجمالي (تعادل القوة الشرائية) بليون دولار | 743.90 مليار                  | 20.46 مليار                                   |
| الناتج المحلي الإجمالي الاسمي للفرد دولار أمريكي          | 2.90 ألف                      | 697                                           |
| الناتج المحلي الإجمالي للفرد دولار أمريكي                 | 7.39 ألف                      | 1.66 ألف                                      |
| مؤشر التنمية البشرية                                      | 0.668                         | 0.483                                         |
| رمز المكالمات الدولي                                      | +63                           | +250                                          |
| رمز الإنترنت                                              | .ph                           | .rw                                           |
| المنطقة الزمنية                                           | توقيت الفلبين                 | ت ع م+02:00                                   |

## منظمات دولية مشتركة
يشترك البلدان في عضوية مجموعة من المنظمات الدولية، منها:
| علم المنظمة | اسم المنظمة                               | تاريخ انضمام الفلبين | تاريخ انضمام رواندا |
| ----------- | ----------------------------------------- | -------------------- | ------------------- |
|             | مؤسسة التنمية الدولية                     | 28 أكتوبر 1960       | 30 سبتمبر 1963      |
|             | يونسكو                                    | 21 نوفمبر 1946       | 7 نوفمبر 1962       |
|             | وكالة ضمان الاستثمار متعدد الأطراف        | 8 فبراير 1994        | 27 سبتمبر 2002      |
|             | الأمم المتحدة                             | 24 أكتوبر 1945       | 18 سبتمبر 1962      |
|             | الاتحاد البريدي العالمي                   | ?                    | ?                   |
|             | البنك الدولي للإنشاء والتعمير             | 27 ديسمبر 1945       | 30 سبتمبر 1963      |
|             | الاتحاد الدولي للاتصالات                  | 25 مايو 1912         | 12 ديسمبر 1962      |
|             | منظمة حظر الأسلحة الكيميائية              | ?                    | ?                   |
|             | مؤسسة التمويل الدولية                     | 12 أغسطس 1957        | 6 نوفمبر 1975       |
|             | المركز الدولي لتسوية المنازعات الاستشارية | 17 ديسمبر 1978       | 14 نوفمبر 1979      |
|             | منظمة التجارة العالمية                    | 1995                 | ?                   |
|             | منظمة الشرطة الجنائية الدولية             | ?                    | ?                   |

## وصلات خارجية
- موقع وزارة الخارجية الفلبينية
- موقع وزارة الخارجية الرواندية